# Kyle Naughton
Kyle Naughton (Sheffield, Inglaterra, 17 de noviembre de 1988) es un futbolista británico que juega de defensa y se encuentra sin equipo tras abandonar el Swansea City A. F. C.

## Trayectoria
Debutó en el Sheffield United de su ciudad natal. Disputó 45 partidos en total con este equipo, entre la FA Cup y la Premier League. Pasó a préstamo al Gretna FC de Escocia donde jugó 18 partidos.
Naugton se unió al Tottenham Hotspur en julio de 2009, firmando un contrato por cuatro años.

## Clubes
| Club                          | País       | Año       |
| ----------------------------- | ---------- | --------- |
| Sheffield United F. C.        | Inglaterra | 2008-2009 |
| Gretna F. C. (cedido)         | Escocia    | 2008      |
| Tottenham Hotspur F. C.       | Inglaterra | 2009-2015 |
| Middlesbrough F. C. (cedido)  | Inglaterra | 2010      |
| Leicester City F. C. (cedido) | Inglaterra | 2010-2011 |
| Norwich City F. C. (cedido)   | Inglaterra | 2011-2012 |
| Swansea City A. F. C.         | Gales      | 2015-2025 |